# Ruszalka-emlékmű
A Ruszalka-emlékmű (észtül: Russalka mälestussammas, oroszul: Памятник броненосцу Русалка) Észtország fővárosának, Tallinnak a Kadriorg városrészében található emlékmű, amely az orosz Cári Haditengerészet Ruszalka monitora 1893-as tragédiájának állít emléket. Amandus Adamson bronz alkotását 1902-ben avatták fel.